# Style (serie televisiva)
Style (스타일?, Seuta-ilLR) è una serie televisiva sudcoreana trasmessa su SBS dal 1° agosto al 20 settembre 2009. È basata sull'omonimo romanzo del 2008 dell'ex giornalista di moda Baek Young-ok.

## Trama
Park Ki-ja è una editor professionista per la rivista Style, fiduciosa, testarda ed egocentrica, con un senso della moda perfetto. Quando era giovane, sognava di studiare alla Parsons The New School For Design di New York, ma le sue speranze furono infrante quando la crisi economica coreana spinse suo padre al suicidio. Poco dopo, la madre di Ki-ja si trasferì in Canada, mentre la ragazza rimase in Corea perché non voleva abbandonare il fidanzato Seo Woo-jin, che stava studiando per diventare dottore; tuttavia, alla fine Woo-jin rinunciò a medicina e si trasferì a New York per diventare chef. Da quel momento, Ki-ja ha lavorato duramente per passare da umile assistente a editor rispettata.
Nel frattempo, Woo-jin è diventato uno chef macrobiotico ed è tornato in Corea per aprire un ristorante, diventato popolare specialmente tra le donne anche per il bell'aspetto e il talento di Woo-jin. Poco dopo, l'uomo rincontra Ki-ja e fa la conoscenza dell'assistente di lei, Lee Seo-jung. Seo-jung lavora con Ki-ja da oltre un anno, anche se ha quasi sfiorato un esaurimento nervoso a causa del suo capo molto esigente; inizialmente voleva diventare una scrittrice, ma, per la sua situazione finanziaria, ha accettato un lavoro part-time a Style. Quando Seo-jung incontra Woo-jin, se ne innamora e, pur sapendo che lui è l'ex del suo capo, non può frenare i suoi sentimenti. Vedendo Ki-ja e Seo-jung entrambe attratte da Woo-jin, il fotografo di Style Kim Min-joon, innamorato di Ki-ja al punto da rinunciare a offerte di lavoro migliori per restare al suo fianco, inizia a ingelosirsi.

## Personaggi

### Personaggi principali
- Park Ki-ja, interpretata da Kim Hye-soo.
- Lee Seo-jung, interpretata da Lee Ji-ah.
- Seo Woo-jin, interpretato da Ryu Si-won.
- Kim Min-joon, interpretato da Lee Yong-woo.

### Altri personaggi
- Son Myung-hee, interpretata da Na Young-hee.
- Kim Ji-won, interpretata da Choi Gook-hee.
- So Byung-shik, interpretato da Shin Jung-geun.
- Cha Ji-sun, interpretata da Han Chae-ah.
- Kwak Jae-suk, interpretata da Han Seung-hoon.
- Lee In-ja, interpretata da Hwang Hyo-eun.
- Shim Gyun, interpretato da Kim Hak-jin.
- Wang Mi-hye, interpretata da Kim Ga-eun.
- Ahn Jin-shil, interpretata da Oh Kyung-jin.
- Lee Suk-chang, interpretato da Park Ji-il.
- Hwangbo Kam-joo, interpretata da Kim Shi-hyang.
- Oh Yoo-na, interpretata da Hong Ji-min.
- Nam Bong-woo, interpretato da Kim Kyu-jin.
- Padre di Myung-hee e Woo-jin, interpretato da Kim In-tae.
- Madre di Seo-jung, interpretata da Park Soon-chun.
- Lee Bang-ja, interpretata da Kim Yong-rim.

## Ascolti
| Episodio | Data di trasmissione | Dati TNMS           | Dati TNMS                  | Dati AGB            | Dati AGB                   |
| Episodio | Data di trasmissione | A livello nazionale | Area metropolitana di Seul | A livello nazionale | Area metropolitana di Seul |
| -------- | -------------------- | ------------------- | -------------------------- | ------------------- | -------------------------- |
| 1        | 1 agosto 2009        | 17,6%               | 17,4%                      | 18,0%               | 19,3%                      |
| 2        | 2 agosto 2009        | 17,6%               | 17,7%                      | 17,9%               | 18,5%                      |
| 3        | 8 agosto 2009        | 19,5%               | 20,4%                      | 19,2%               | 20,9%                      |
| 4        | 9 agosto 2009        | 19,9%               | 20,2%                      | 21,1%               | 22,2%                      |
| 5        | 15 agosto 2009       | 16,9%               | 16,9%                      | 16,6%               | 16,6%                      |
| 6        | 16 agosto 2009       | 19,6%               | 19,6%                      | 20,8%               | 21,2%                      |
| 7        | 22 agosto 2009       | 17,5%               | 17,3%                      | 17,8%               | 17,4%                      |
| 8        | 23 agosto 2009       | 18,3%               | 18,3%                      | 17,8%               | 18,2%                      |
| 9        | 29 agosto 2009       | 17,4%               | 16,8%                      | 16,7%               | 16,8%                      |
| 10       | 30 agosto 2009       | 17,9%               | 17,4%                      | 18,9%               | 20,2%                      |
| 11       | 5 settembre 2009     | 15,8%               | 15,4%                      | 15,2%               | 15,7%                      |
| 12       | 6 settembre 2009     | 16,2%               | 15,9%                      | 15,9%               | 16,7%                      |
| 13       | 12 settembre 2009    | 13,9%               | 13,5%                      | 15,5%               | 15,1%                      |
| 14       | 13 settembre 2009    | 16,6%               | 16,3%                      | 15,7%               | 15,6%                      |
| 15       | 19 settembre 2009    | 14,2%               | 14,3%                      | 14,7%               | 14,8%                      |
| 16       | 20 settembre 2009    | 15,6%               | 15,0%                      | 17,0%               | 17,7%                      |
| Media    | Media                | 17,2%               | 17,0%                      | 17,4%               | 17,9%                      |

## Colonna sonora
1. Tell Me – Rottyful Sky e Kim Jin-pyo
2. You and I – Ryu Si-won e Kim Jin-pyo
3. Hey Hey Ho – Woo Yi-kyung e Eom Ta-woon
4. Mambo Jambo (맘보잠보) – Jonny G e Cha Yeo-wool
5. 어쩌다 너를 – Rottyful Sky
6. I Love Only You (그대만을 사랑합니다) – Seo In-young e Ryu Si-won
7. Edge By Edge
8. Lady Connection
9. Slow, But Inevitable... (느린, 그러나 피할 수 없는...)
10. Need Some Coffee Break?
11. Like When You First Met Him (처음 만났던 그 때처럼)
12. 구름 속을 달리다
13. Get Back to My Stylish
14. Red Oasis
15. Dreams and Shadows (꿈과 그림자)
16. As Time Goes By
17. Tell Me (Hanul Ver.) – Rottyful Sky e Kim Jin-pyo
18. You and I (JP Ver.) – Ryu Si-won e Kim Jin-pyo

## Riconoscimenti
| Anno | Premio           | Categoria                                           | Ricevente    | Risultato       |
| ---- | ---------------- | --------------------------------------------------- | ------------ | --------------- |
| 2009 | SBS Drama Awards | Premio alla massima eccellenza, attrice             | Kim Hye-soo  | Candidato/a     |
| 2009 | SBS Drama Awards | Premio all'eccellenza, attore in un drama speciale  | Ryu Si-won   | Candidato/a     |
| 2009 | SBS Drama Awards | Premio all'eccellenza, attrice in un drama speciale | Lee Ji-ah    | Candidato/a     |
| 2009 | SBS Drama Awards | Miglior attrice di supporto in un drama speciale    | Na Young-hee | Vincitore/trice |
| 2009 | SBS Drama Awards | Migliori dieci stelle                               | Kim Hye-soo  | Vincitore/trice |
| 2009 | SBS Drama Awards | Premio nuova stella                                 | Lee Yong-woo | Vincitore/trice |

## Distribuzioni internazionali
| Paese     | Canale/i                       | Prima TV                     | Titolo adottato |
| --------- | ------------------------------ | ---------------------------- | --------------- |
| Hong Kong | Entertainment Channel          | 12 novembre-11 dicembre 2009 | 潮拜惡魔        |
| Cina      | China Entertainment Television | 16 giugno-1 luglio 2010      | Style           |
| Malaysia  | 8TV                            | 15 ottobre-15 novembre 2010  | 風格 Style      |
| Taiwan    | CTi                            | 21 ottobre-23 dicembre 2010  | 我的老闆是惡魔  |